# Châtres (Dordogna)
Châtres è un comune francese di 179 abitanti situato nel dipartimento della Dordogna nella regione della Nuova Aquitania.

## Società

### Evoluzione demografica
Abitanti censiti